# Miramichi River Valley
Miramichi River Valley est une communauté rurale du Nouveau-Brunswick, située dans le territoire de la commission de services régionaux du Grand-Miramichi, à l'est de la province. La municipalité a été constituée le 1er janvier 2023, de la fusion de la ville de Blackville, des DSL de la paroisse de Derby, de Renous-Quarryville et de Sunny Corner, ainsi que de portions des DSL de la paroisse de Blackville, de la paroisse de Nelson, de la paroisse de Newcastle, de la paroisse de Northesk et de la paroisse de Southesk.